# Walter McCarty
Walter Lee McCarty (Evansville, Indiana, 1 de febrero de 1974) es un exjugador y entrenador de baloncesto estadounidense que militó en la NBA desde 1996 hasta 2006. Con 2,08 de estatura, jugaba en la posición de alero.

## Carrera

### Universidad
McCarty jugó en la Universidad de Kentucky, formando parte del equipo que ganó el campeonato de la NCAA en 1996. Esa temporada promedió 11.3 puntos y 5.7 rebotes en 24.7 minutos de juego en 36 partidos, compartiendo vestuario con Derek Anderson, Tony Delk, Antoine Walker o Ron Mercer, futuros jugadores de la NBA. Dicha campaña fue el segundo máximo reboteador del equipo con 206 y en triples con 28. En su año júnior, aportó 10.5 puntos y 5.6 rebotes por encuentro. En su primer encuentro como titular con el equipo, anotó 24 puntos ante Mississippi, su récord de puntos en un partido, en su año sophomore. Tras tres temporadas en la universidad, dio el salto a la NBA.

### NBA
Fue seleccionado por New York Knicks en la 19.ª posición del Draft de 1996, jugando 35 partidos como rookie y promediando 1.8 puntos y 0.7 rebotes en 5.5 minutos de juego por noche. En su debut disputó 12 minutos, anotando 8 puntos, su récord en la temporada, en la victoria por 113-86 ante Charlotte Hornets. En playoffs apareció en dos encuentros, consiguiendo un total de cuatro puntos en cuatro minutos. El 22 de octubre de 1997 fue traspasado junto con Dontae' Jones, John Thomas, Scott Brooks y dos futuras segundas rondas de draft a Boston Celtics por Chris Mills. Esa campaña disputó 82 partidos, 64 como titular, promediando 9.6 puntos y 4.4 rebotes por noche, siendo su mejor temporada estadísticamente. Durante los siguientes años, fue una de los opciones en el banquillo de Boston, destacando tanto en defensa como en el tiro de tres puntos y convirtiéndose en uno de los favoritos del público gracias a su garra y entrega en la pista. El comentarista y antiguo jugador de los Celtics Tom Heinsohn exclamaba "I Love Walter!" tras cada acción de McCarty.
El 8 de febrero de 2005 fue traspasado a Phoenix Suns por una elección de segunda ronda del draft de 2005. McCarty disputó 25 partidos con los Suns en la recta final de la temporada, aportando 3.5 puntos, 2.2 rebotes y un 38.5% en triples en 12.6 minutos de juego. En la pretemporada de 2005 fichó por Los Angeles Clippers, donde disputaría su última temporada como profesional jugando 36 partidos.

## Estadísticas de su carrera en la NBA

### Temporada regular
| Año     | Equipo        | PJ  | PT  | MPP  | %TC  | %3P  | %TL  | RPP | APP | ROB | TPP | PPP |
| ------- | ------------- | --- | --- | ---- | ---- | ---- | ---- | --- | --- | --- | --- | --- |
| 1996-97 | New York      | 35  | 0   | 5.4  | .382 | .286 | .571 | .7  | .4  | .2  | .3  | 1.8 |
| 1997-98 | Boston        | 82  | 64  | 28.5 | .404 | .309 | .742 | 4.4 | 2.2 | 1.3 | .5  | 9.6 |
| 1998-99 | Boston        | 32  | 4   | 20.6 | .362 | .260 | .702 | 3.6 | 1.3 | .8  | .4  | 5.7 |
| 1999-00 | Boston        | 61  | 5   | 14.4 | .339 | .309 | .722 | 1.8 | 1.1 | .4  | .4  | 3.8 |
| 2000-01 | Boston        | 60  | 3   | 7.9  | .357 | .339 | .786 | 1.4 | .7  | .2  | .1  | 2.2 |
| 2001-02 | Boston        | 56  | 0   | 12.8 | .444 | .394 | .684 | 2.3 | .7  | .3  | .1  | 3.8 |
| 2002-03 | Boston        | 82  | 8   | 23.8 | .414 | .367 | .622 | 3.5 | 1.3 | 1.0 | .3  | 6.1 |
| 2003-04 | Boston        | 77  | 23  | 24.7 | .388 | .374 | .756 | 3.1 | 1.6 | .9  | .3  | 7.9 |
| 2004-05 | Boston        | 44  | 0   | 12.6 | .413 | .333 | .533 | 1.8 | .6  | .3  | .2  | 3.7 |
| 2004-05 | Phoenix       | 28  | 0   | 12.6 | .388 | .385 | .500 | 2.2 | .4  | .4  | .2  | 3.5 |
| 2005-06 | L.A. Clippers | 36  | 1   | 9.8  | .333 | .222 | .571 | 1.9 | .6  | .2  | .1  | 2.4 |
| Total   | Total         | 593 | 108 | 17.5 | .392 | .346 | .698 | 2.6 | 1.1 | .6  | .3  | 5.2 |

### Playoffs
| Año   | Equipo        | PJ | PT | MPP  | %TC   | %3P  | %TL  | RPP | APP | ROB | TPP | PPP |
| ----- | ------------- | -- | -- | ---- | ----- | ---- | ---- | --- | --- | --- | --- | --- |
| 1997  | New York      | 2  | 0  | 2.0  | 1.000 | –    | –    | .0  | .0  | .5  | .0  | 2.0 |
| 2002  | Boston        | 14 | 0  | 14.0 | .447  | .167 | .778 | 2.4 | .3  | .3  | .0  | 3.1 |
| 2003  | Boston        | 10 | 8  | 35.2 | .480  | .404 | .857 | 4.3 | 2.2 | .8  | .5  | 9.9 |
| 2004  | Boston        | 4  | 4  | 31.8 | .478  | .400 | –    | 5.3 | 2.0 | .5  | .5  | 7.0 |
| 2005  | Phoenix       | 8  | 0  | 6.9  | .222  | .333 | .000 | .8  | .4  | .3  | .3  | .8  |
| 2006  | L.A. Clippers | 8  | 0  | 1.2  | .250  | .000 | –    | .1  | .0  | .0  | .0  | .3  |
| Total | Total         | 46 | 12 | 16.2 | .457  | .348 | .722 | 2.3 | .8  | .4  | .2  | 4.0 |

## Entrenador
En junio de 2007 firmó con la Universidad de Louisville como asistente del entrenador Rick Pitino, donde estuvo durante 3 años. Después ha ejercido de entrenador asistente en varios equipo de la NBA. 